# Pat Carney

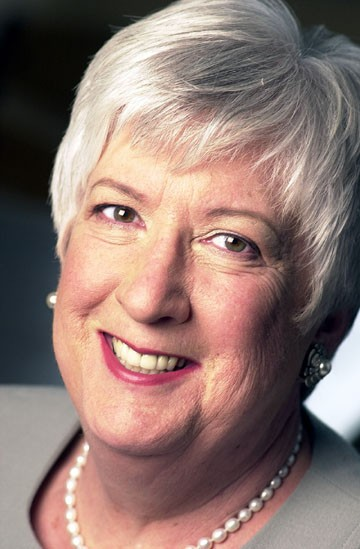
Pat Carney (2010)

Hon. Patricia „Pat“ Carney, PC, CM, OBC, FRAIC (* 26. Mai 1935 in Shanghai, Republik China; † 25. Juli 2023 in Vancouver, British Columbia, Kanada) war eine Politikerin der progressiv-konservativen Partei sowie zuletzt der Konservativen Partei Kanadas, die unter anderem im 24. kanadischen Kabinett zwischen 1984 und 1986 Ministerin für Energie, Bergbau und Ressourcen, von 1986 bis 1988 Ministerin für internationalen Handel sowie zuletzt als erste Frau 1988 Präsidentin des Schatzamtausschusses war. Sie war zwischen 1980 und 1988 Mitglied des Unterhauses sowie später von 1990 bis 2008 Bundessenatorin für British Columbia und damit mehr als 26 Jahre lang Mitglied des Parlaments von Kanada.

## Leben

### Unterhausmitglied und Ministerin im Bundeskabinett
Patricia „Pat“ Carney, Tochter des Polizisten John James Carney und dessen Tochter Dora May Sanders, war ursprünglich als Wirtschaftswissenschaftlerin, Wirtschaftsberaterin und Journalistin tätig. Sie kandidierte bei der kanadischen Unterhauswahl am 22. Mai 1979 für die Progressiv-konservative Partei Kanadas im Wahlkreis Vancouver Centre für ein Mandat im Unterhaus, verpasste aber trotz 15.335 Stimmen den Einzug in dieses. Bei der kanadischen Unterhauswahl am 18. Februar 1980 bewarb sie sich im Wahlkreis Vancouver Centre abermals für einen Sitz im Unterhaus und wurde dieses Mal mit 16.462 Wählerstimmen zur Abgeordneten gewählt. In der 32. Legislaturperiode (1980 bis 1984) war sie Mitglied verschiedener Ständiger Unterhausausschüsse sowie zwischen April 1980 und September 1981 Sprecherin ihrer Fraktion für das Amt des Staatssekretärs für Kanada. Danach war sie vom 9. September 1981 bis März 1983 zunächst stellvertretende Sprecherin sowie im Anschluss zwischen dem 9. März und September 1983 finanzpolitische Sprecherin ihrer Fraktion, ehe sie von 1983 bis 1984 Sprecherin ihrer Fraktion für Energie, Bergbau und Ressourcen war.
Bei der Unterhauswahl am 4. September 1984 wurde Pat Carney für die Progressiv-konservative Partei Kanadas im Wahlkreis Vancouver Centre mit 21.704 Stimmen erneut zum Mitglied des Unterhauses von Kanada gewählt. Im daraufhin von Premierminister Brian Mulroney gebildeten 24. kanadischen Kabinett übernahm sie am 17. September 1984 den Posten als Ministerin für Energie, Bergbau und Ressourcen. Diesen hatte sie bis zu ihrer Ablösung durch Marcel Masse am 30. Juni 1986 inne. Als solche war sie zwischen dem 17. September und dem 3. März 1986 zugleich Vize-Vorsitzende des Kabinettsausschusses für wirtschaftliche und regionale Entwicklung. Im Zuge einer Kabinettsumbildung wurde sie wiederum am 30. Juni 1986 Nachfolgerin von James Kelleher als Ministerin für internationalen Handel. Dieses Amt hatte sie bis zum 30. März 1988 inne und wurde daraufhin von John Crosbie abgelöst. Des Weiteren war sie zwischen Juli 1986 und 1988 auch verantwortliche Kabinettsministerin für British Columbia. Danach wurde sie im Rahmen einer weiteren Regierungsumbildung am 31. März 1988 als Nachfolgerin von Donald Mazankowski und wurde als erste Frau Präsidentin des Schatzamtausschusses. Dieses Kabinettsamt behielt sie bis zum 7. Dezember 1988, woraufhin Michael Wilson ihr Nachfolger wurde. Daneben war sie in Personalunion vom 20. April 1988 bis zum 29. Januar 1989 auch Vorsitzende des Kabinettsausschusses für das Schatzamt.

### Bundessenatorin für British Columbia
Am 30. August 1990 ernannte Premierminister Mulroney sie als Vertreter der British Columbia Conservative Party zur Bundessenatorin für British Columbia. Sie gehörte dem Senat von Kanada bis zum 31. Januar 2008 an. Nachdem sie in der 34. Legislaturperiode bis 1993 zunächst Mitglied verschiedener Ständiger Senatsausschüsse war, war sie in der 35. Legislaturperiode (1993 bis 1997) zeitweise Vorsitzende des Ständigen Ausschusses für Energie, Umwelt und natürliche Ressourcen sowie Vize-Vorsitzende des Ständigen Ausschusses für auswärtige Angelegenheiten. In den darauf folgenden 36. bis 39. Legislaturperioden (1997 bis 2008) war sie dann wieder Mitglied verschiedener Ständiger Senatsausschüsse. Nach der Fusion der Progressiv-konservativen Partei mit der Kanadischen Allianz war sie schließlich vom 2. Februar 2004 bis zum 31. Januar 2008 Mitglied der Fraktion der Konservativen Partei Kanadas.
Patricia Carneys Leistungen als Journalistin, Politikerin und Senatorin haben zur wirtschaftlichen und politischen Entwicklung Kanadas beigetragen. Als Kabinettsministerin trug sie durch ihre Führungsrolle bei der Aushandlung des Freihandelsabkommens zwischen Kanada und den USA und der Energieabkommen mit den Provinzen zur Gestaltung der kanadischen Wirtschaft bei. Sie war eine starke Verfechterin der Arthritis-Forschung, der Gleichberechtigung von Frauen und der Bewahrung der Leuchttürme und der maritimen Geschichte Kanadas. Sie wurde am 26. Mai 2011 in Anerkennung ihrer Verdienste zum Mitglied des Order of Canada (CM) ernannt und bekam diese Auszeichnung offiziell am 16. September 2011. 2019 wurde sie ferner Trägerin des Order of British Columbia. Außerdem ist sie Fellow des Royal Architectural Institute of Canada (FRAIC).